# Рибница (Маврово и Ростуша)
Рибница (мкд. Рибница) је насељено место у Северној Македонији, у западном делу државе. Рибница припада општини Маврово и Ростуша.

## Географски положај
Насеље Рибница је смештено у северозападном делу Северне Македоније. Од најближег већег града, Гостивара, насеље је удаљено 40 km западно.
Село Рибница се налази у горњем делу високопланинске области Река. Насеље је положено високо, на југоисточним висовима планине Кораб. Источно од насеља тло се стрмо спушта у клисуру реке Радике. Надморска висина насеља је приближно 1.160 метара.
Клима у насељу је планинска.

## Историја
Према подацима Васила Кнчова из 1900. године у Рибници је живело 120 Албанаца православне вероисповести и 200 Албанаца исламске вероисповести.
Према секретару Бугарске егзархије Димитру Мишеву 1905. године православно становништво села састојало се од 108 Албанаца. Године 1911. у Рибници су биле 104 албанске куће. Тада су сви православни мештани били верници Српске православне цркве..

## Становништво
По попису становништва из 2002. године Рибница је имало 5 становника.
Претежно становништво у насељу су Албанци (100%).
Већинска вероисповест у насељу је ислам. До почетка 20. века 1/3 мештана је била православне вероисповести.